# Bombardeio de San Juan
O Bombardeio de San Juan, ou a Primeira Batalha de San Juan, em 12 de maio de 1898 foi uma batalha entre os navios de guerra da marinha dos Estados Unidos e as fortificações espanholas de San Juan, Porto Rico. Foi a primeira grande ação da Campanha de Porto Rico durante a Guerra Hispano-Americana.

## Antecedentes
Sob o comando do contra-almirante William T. Sampson, a frota dos Estados Unidos que consiste dos navios de guerra USS Iowa e Indiana, os cruzadores USS Montgomery e Detroit, os monitores USS Amphitrite e Terror, o torpedeiro USS Porter, dois cruzadores auxiliares não identificados, e um desarmado carvoeiro preparados para atacar Porto Rico.
Sua missão era interceptar o almirante espanhol Pascual Cervera y Topete e sua frota a vapor a partir das ilhas de Cabo Verde para as Antilhas. Os comandantes americanos acreditavam que a frota espanhola iria para Porto Rico. Com esse entendimento, Sampson definiu no porto de Havana e levantou âncora em cerca de meio-dia de 2 de maio, para a colônia espanhola. Sampson pretendia destruir a esquadra espanhola e, em seguida, passar para atacar castelos, fortalezas e baterias de San Juan.
Em 8 de maio, na Baía de San Juan, o USS Yale capturou o cargueiro espanhol Rita. Os americanos instalaram uma equipe e enviou o navio de carga para Charleston, Carolina do Sul. No dia seguinte, um cruzador auxiliar espanhol, nome desconhecido, e o Yale travaram uma batalha menor perto de San Juan. O cruzador auxiliar espanhol era muito melhor armado do que o Yale, que fugiu logo após o início da batalha. No dia seguinte, em 10 de maio, Yale voltou para a Baía de San Juan e brevemente trocou de tiros com o Fort San Cristobal, com pouco efeito.
Finalmente no dia 11 de maio, um dia longe de Porto Rico e depois de receber nenhuma informação nova sobre a frota espanhola, William T. Sampson embarcou no Detroit e emitiu suas ordens. Detroit devia conduzir a linha de batalha dos Estados Unidos até a Baía de San Juan, onde as suas ordens para iniciar um bombardeio das posições inimigas se atacados. Sampson também transferiu sua bandeira para o Iowa.

## Bombardeamento
Na manhã seguinte, às 05h00, Detroit começou a liderar a linha de batalha americana. Inicialmente, nenhum tiro espanhol fora disparado na frota dos Estados Unidos que se aproxima. Que permitiu que os navios americanos a chegar à ponta da baía em plena vista do porto de San Juan. Comandante Sampson, sentiu que seus navios de guerra estavam muito perto do inimigo, ordenou que seus navios a parar. Apesar dessas ordens, Detroit ignorou e foi para a frente, o que levou os outros navios dos Estados Unidos a seguir.

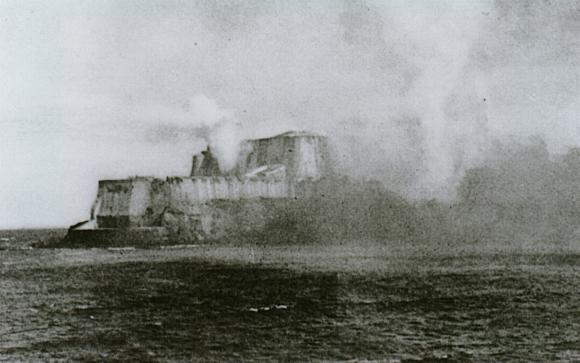
Castillo San Felipe del Morro durante a batalha.

Depois de não conseguir parar os seus navios, Sampson ordenou Iowa para posicionar suas armas no reduto inimigo mais próximo, o castelo Morro. Este foi apenas um artifício embora; Iowa disparou um tiro na água e os espanhóis, acreditando que haviam sido atingidos, voltaram a salvo para a bateria, que não conseguiu marcar um impacto direto. Iowa disparou novamente um disparo massivo que supostamente surpreendeu grande parte do castelo.

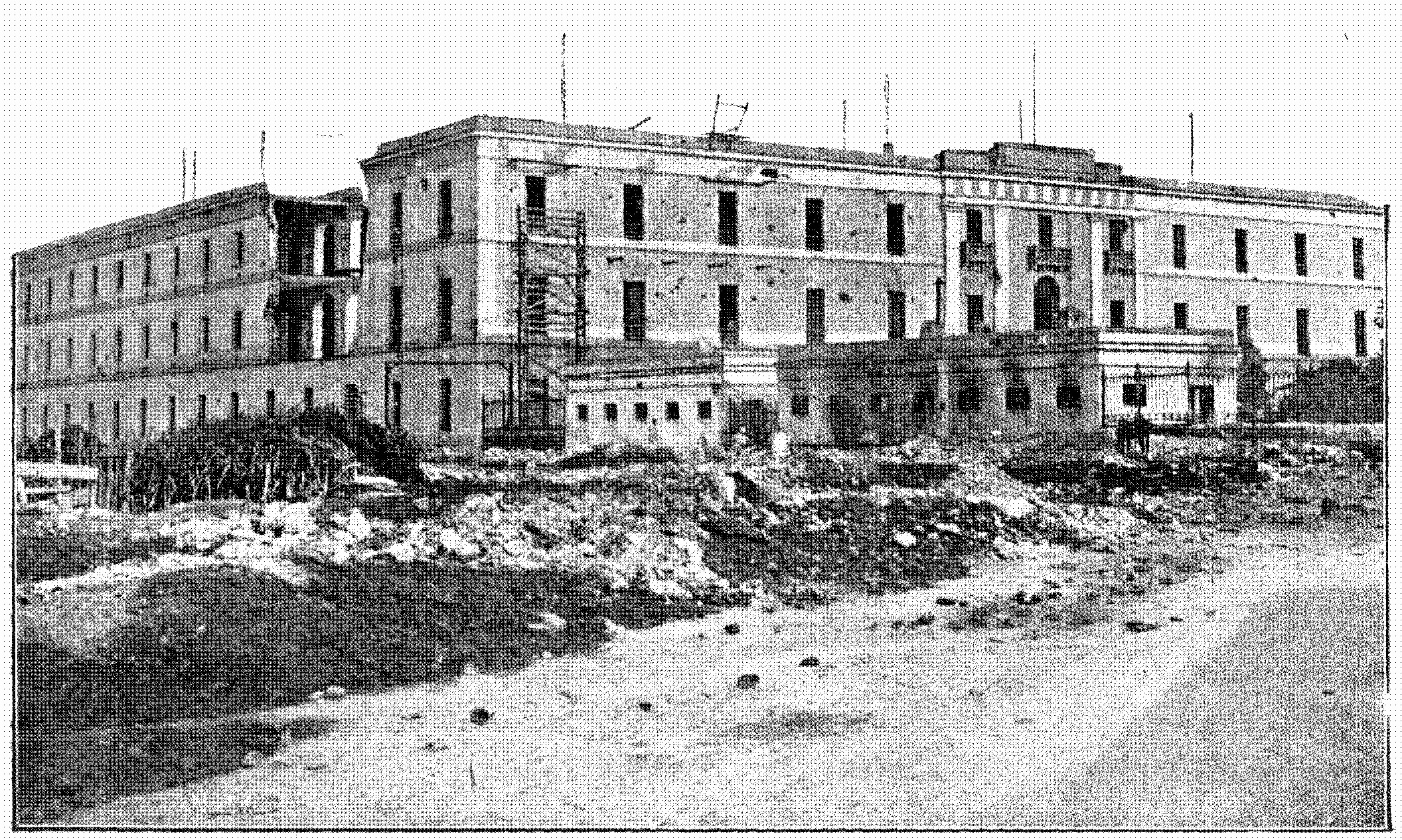
Quartel Ballajá dano infligido na batalha.

Mar agitado e ventos fortes fizeram com que dois disparos americanos e espanhóis estavam sendo desviados para fora do alvo, o que resultou em grande desvantagem para os artilheiros americanos e espanhóis. Vários disparos acabaram caindo em casas de San Juan e outros edifícios. O mar agitado fez os navios dos Estados Unidos balançar para trás e para a frente, não permitindo que os marinheiros a partir de uma plataforma estável a disparar, também atribuindo a desviar disparos. Pelo menos um disparo atingiu o San Jose, uma igreja do século XVI.
Todas as estruturas civis foram danificadas junto ao castelo Morro, o que significava que qualquer disparo que não atingiu o castelo provavelmente atingiu a cidade acidentalmente. Os navios de guerra Estados Unidos manobraram em movimentos circulares, disparando tanto seus canhões de bombordo e estibordo. Depois de Morro parecer estar bastante danificado, Sampson ordenou a sua frota para começar a bombardear Fort San Cristóbal, o quartel espanhol Ballajá, um pequeno forte do mar, El Cañuelo, que aparece a partir dos registros espanhóis ter sido desarmado e desocupado, e uma bateria, conhecido como San Carlos.

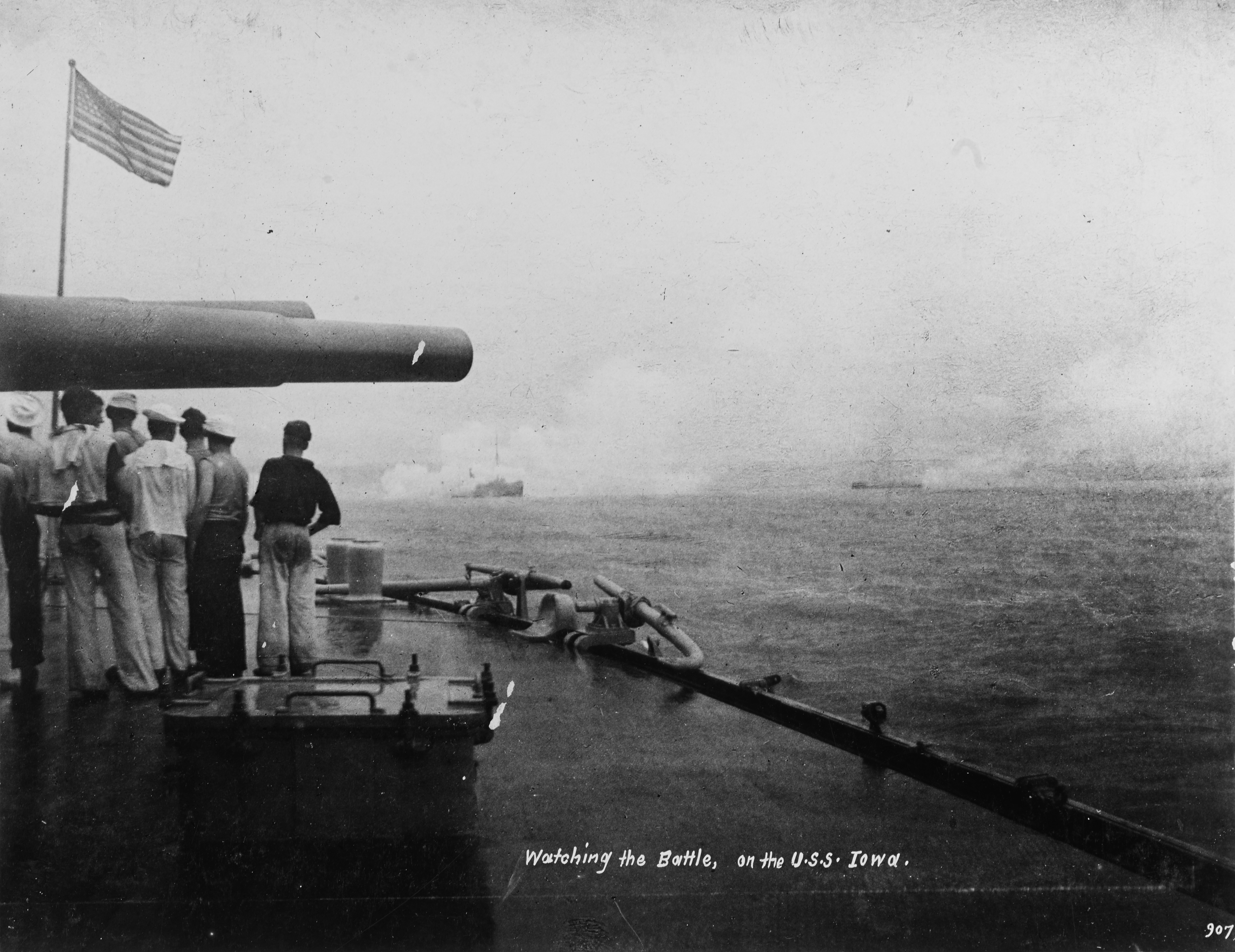
USS Iowa, disparando seus canhões.

Os navios americanos foram relatados a estar tão próximos à posições espanholas que sua infantaria estava ao alcance capaz de disparar sobre os navios de guerra dos Estados Unidos. No entanto, nenhuma das suas armas eram capazes de causar sérios danos sobre os navios de aço modernos. Um cruzador francês - o Amiral Rigault de Genouilly - posicionou-se no porto de San Juan, juntamente com três pequenas canhoneiras espanholas. Duas das canhoneiras tinham maior probabilidade a General Concha e Ponce de Leon. Eventualmente para evitar uma crise internacional com a França, nenhum grande ataque americano foi feito nas canhoneiras espanholas que estavam bastante perto do Amiral Rigault de Genouilly.
Ainda assim, alguns disparos foram nessa direção danificando a chaminé do cruzador francês. Aparentemente, nem os navios franceses nem os espanhóis responderam fogo americano. De 05h00-08h00, a frota de Sampson disparou seus canhões, enquanto recebiam danos leves em apenas dois navios, New York e Iowa.
Às 08h00, Sampson instruiu seus navios a cessar fogo, devido à falta de resistência dos espanhóis. A tripulação do monitor Terror não entendeu essas ordens e eles continuaram o bombardeio de solo até às 08h30.

## Baixas
O único marinheiro morto dos Estados Unidos em ação serviu a bordo do New York; outros três ficaram levemente feridos a bordo do Iowa. Amphitrite um assistente do artilheiro morreu de exposição ao calor, enquanto ocupava uma das barbetas. Após a batalha, o comandante governador militar espanhol, Manuel Macías y Casado, confirmou que 2 de seus soldados foram mortos enquanto manipulavam as poucas baterias e outros 34 ficaram feridos. As mortes de civis foram 5 mortos e 18 feridos. Felizmente, a maioria dos colonos porto-riquenhos fugiram da cidade ao som do primeiro tiro. O número de refugiados teria sido tão grande que as ruas de San Juan estavam quase desertas, com exceção do forte da guarnição espanhola.

## Armamentos
A marinha dos Estados Unidos tinha mais e maiores armas do que os espanhóis. Os navios de guerra, cruzadores e monitores tinham quatro canhões 13", quatro de 12", oito 10", doze 8" e quatro 6", para além de muitas outras armas menores. Fort San Cristobal tinha dois de 150 mm (5,9"), canhões Ordóñez e dois de 240 mm (9,45") Ordóñez, Castillo San Felipe del Morro, que aparentemente disparou o primeiro tiro, tinha cinco canhões de 150 mm Ordóñez e dois de 240 mm Ordóñez, a bateria de San Antonio tinha quatro canhões de 150 mm Ordóñez, a bateria de San Fernando tinha quatro muzzleloading de 210 mm (8,3") sunchado (ou zunchado, ou seja, anilhadas), morteiros, a bateria de Santa Elena teve mais três, a bateria de San Agustin tinha três canhões quase tão obsoletas de 150 mm sunchado e a bateria de Santa Teresa teve três canhões de 150 mm Ordóñez. A marinha disparou 1 362 projéteis enquanto os espanhóis dispararam apenas 441 projéteis.

## Consequências
A frota dos Estados Unidos a vapor, navegou em alguns casos, de volta à Havana, Cuba, para o bloqueio. Em 18 de maio, Sampson percebeu que a força do almirante Cervera tinha viajado para Santiago de Cuba.